# Zosteraeschna minuscula
Zosteraeschna minuscula is een echte libel uit de familie van de glazenmakers (Aeshnidae).
De soort staat op de Rode Lijst van de IUCN als niet bedreigd, beoordelingsjaar 2008.
De wetenschappelijke naam van de soort werd in 1896 als Aeshna minuscula gepubliceerd door Robert McLachlan.